# Куцин Михайло Миколайович
Куцин Михайло Миколайович (нар. 15 серпня 1957, с. Свобода, Берегівський район, Закарпатська область) — український військовий діяч, Генерал-лейтенант. начальник Генерального штабу ЗСУ — Головнокомандувач Збройних Сил України (28 лютого 2014 — 3 липня 2014).

## Біографія
Закінчив Благовіщенське вище танкове командне училище (1978), Військову академію бронетанкових військ (Москва, 1990), факультет підготовки фахівців оперативно-стратегічного рівня Національної академії оборони України (2001).
Офіцерську службу розпочав на посаді командира танкового взводу Групи Радянських військ у Німеччині.
У 1980–1987 роках — командир взводу, командир роти курсантів Харківського вищого танкового командного училища.
З 1990 по 1992 обіймав посади заступника командира, командира танкового батальйону, заступника начальника штабу танкового полку Білоруського військового округу.
З грудня 1992 року — у Збройних Силах України.
У 1992–1996 роках проходив службу на посадах начальника штабу і командира полку Прикарпатського військового округу Сухопутних військ ЗС України.
З 1996 по 1999 рік — начальник штабу, командир 24-ї механізованої дивізії Західного оперативного командування.
20 серпня 1999 — генерал-майор.
У 2001 році закінчив факультет підготовки фахівців оперативно-стратегічного рівня Національної академії оборони України.
З 2001 по 2004 рік — на посадах начальника штабу, командувача 13-м армійським корпусом Західного оперативного командування.
З 2004 року — перший заступник командувача, згодом з 19 липня 2004 по 2010 рік — командувач військ Західного оперативного командування.
З 31 березня 2010 по 8 квітня 2011 — заступник Міністра оборони України.
З 28 лютого 2014 по 3 липня 2014 року начальник Генерального штабу — Головнокомандувачем Збройних Сил України.
Член РНБО з 19 березня по 16 червня та з 23 червня по 5 липня 2014 року.

## Участь в АТО
2 липня 2014 року під час бойових дій в зоні антитерористичної операції був контужений, після чого був доправлений в шпиталь. 

## Державні нагороди
- Орден Богдана Хмельницького II ст. (20 серпня 2008) — за особливі заслуги у захисті державного суверенітету та територіальної цілісності України, охорону конституційних прав і свобод людини, мужність і самовідданість, виявлені під час виконання військового і службового обов'язку, та з нагоди 17-ї річниці незалежності України, за вагомий особистий внесок у зміцнення обороноздатності і безпеки Української держави, бездоганне виконання військового і службового обов'язку, високий професіоналізм[12]
- Орден Богдана Хмельницького III ст. (22 серпня 2005) — за значний особистий внесок у зміцнення національної безпеки і обороноздатності Української держави, зразкове виконання військового, службового обов'язку у захисті конституційних прав і свобод громадян та з нагоди 14-ї річниці незалежності України[13]
- Медаль «За військову службу Україні» (30 вересня 1997) — за зразкове виконання військового обов'язку, досягнення високих показників у бойовій і професійній підготовці[14]
- Медаль «За бойові заслуги»
- Медаль «За бездоганну службу» (СРСР) I, II, III ст.